# كأس هولندا 2006–07
كأس هولندا 2006–07 (بالهولندية: KNVB beker 2006/07)‏ هو الموسم 89 من كأس هولندا. أشرف على تنظيمه الاتحاد الملكي الهولندي لكرة القدم، وكان عدد الأندية المشاركة فيه 88، وفاز فيه أياكس أمستردام.